# استان تیارت
| استان تیارت        | استان تیارت         |
| ------------------ | ------------------- |
|                    |                     |
| Algeria-Tiaret.png |                     |
| کشور               | الجزایر             |
| مساحت              | ۲۰٬۶۷۳ کیلومتر مربع |
| جمعیت              |                     |
| جمعیت              | ۸۴۲٬۰۶۰             |
| تراکم جمعیت        | ۴۰٫۷/کیلومتر مربع   |
| شمارگان            |                     |
| شمارهٔ استان        | ۱۴                  |
| پیش‌شمارهٔ تلفنی     | ۰۴۶                 |
| تعداد فرمانداری‌ها  | ۱۴                  |
| تعداد شهرستان‌ها    | ۴۲                  |
| کد پستی            |                     |

تیارت نام استان چهاردهم از استان‌های کشور الجزایر است. مرکز آن شهر تیارت است.
این استان در شمال غربی کشور واقع شده و آن را مرکز تپه‌های غرب می‌نامند.

## پیشینه
نام این منطقه در زبان بربری کهن تیهرت بود که به معنای باشکوه است. گونه‌های دیگری از این نام به صورت تاهرت، تاقدمت، تاغزوت، تنقارتیا… نیز رواج داشته‌اند.
تیارت پایتخت رستمیان بود و در دوره این دودمان اهمیت راهبردی زیادی به عنوان یک بازار در مسیر صحراگذر آفریقا پیدا کرد و یهودیان چندزبانه در تیارت بازرگانی پررونقی را با کاروان‌ها برقرار کردند.
بازرگانان و مبلغان مذهبی با گذر زمان از تیارت به سوی جنوب پایگاه‌های تجاری ایجاد کرده و در آن مناطق کیش اباضی را گسترش دادند.

## شهرستان‌ها
- الدحمونی
- السوقر
- حمادیه
- رحویه
- عین الذهب
- عین کرمس
- فرنده
- قصر الشلاله
- مدروسه
- مشرع الصفا
- مغیله
- مهدیه
- وادی لیلی